# 마루모리역
마루모리역(일본어: 丸森駅)은 일본 미야기현 이구군 마루모리정에 위치한 아부쿠마 급행 아부쿠마 급행선의 철도역이다. 섬식 승강장 1면 2선의 구조를 갖춘 지상역이다.

## 타는 곳
| 1 | ■ 아부쿠마 급행선 | 상행 | 야나가와 · 후쿠시마 방면 | 일부 2번선 |
| 2 | ■ 아부쿠마 급행선 | 하행 | 쓰키노키 · 센다이 방면   | 일부 1번선 |

## 역 주변
- 국도 제113호선

## 역사
- 1968년 4월 1일 : 일본국유철도 마루모리 선의 역으로서 개업.
- 1986년 7월 1일 : 일본국유철도로부터 아부쿠마 급행으로 이관.
- 1988년 7월 1일 : 후쿠시마 · 마루모리 구간 연장 개업.

## 인접 역
| 아부쿠마 급행 아부쿠마 급행선 | 아부쿠마 급행 아부쿠마 급행선 | 아부쿠마 급행 아부쿠마 급행선 |
| ----------------------------- | ----------------------------- | ----------------------------- |
| 아부쿠마 후쿠시마 방면        | ■ 아부쿠마 급행선             | 기타마루모리 쓰키노키 방면    |